# 郭守正
郭守正（1976年—），是台灣企業家郭台銘與元配林淑如的兒子。

## 生平
1988年，郭守正就讀國中時，在父親安排下赴美念書。2004年，他與相識十年的黃子容結婚。2008年，郭守正與王偉忠等製作人成立風賦國際娛樂。2013年，他出任三創數位董事長。